# Пермська державна художня галерея
Пермська державна художня галерея (рос. Пермская государственная художественная галерея) — художня галерея в місті Перм (Росія). У колекціях музею більше 50 000 творів образотворчого мистецтва з найдавніших часів до сучасності, що представляють різні види мистецтва.

## Історія
1890 року в Пермі був створений Науково-промисловий музей, при якому в 1902 році відкрився художній відділ. До 1907 року в збірках відділу значилися роботи професора Академії мистецтв, історичного живописця Василя Верещагіна та його брата Петра Верещагіна, подаровані рідній Пермі. У відділ надходили роботи російських художників (Микола Гущин, брати Олександр і Павло Свєдомські та інші. Ці роботи поклали початок формуванню колекцій майбутнього Художнього музею, який відкрився 7 листопада 1922 року.
Найважливіша частина колекції музею формувалася завдяки його засновникам, дослідникам історії культури Пермського краю Олександру Сиропятову і Миколі Серебренникову. У 1920-ті роки були організовані дослідницькі експедиції по території краю, у результаті яких були зібрані колекції пермської дерев'яної скульптури, золотого і орнаментального шиття, предметів культу і строгановської ікони. До 1925 року колекція музею вже налічувала понад 4000 предметів.
У 1920-ті роки колекція музею поповнювалася за рахунок Державного музейного фонду, створеного в результаті націоналізації приватних збірок. У Москві були відкриті музеї нової живописної культури, нового західного мистецтва та інші. Згодом більшість з них була розформована і твори передані в провінційні музеї, у тому числі і пермський. У 1929 році вперше в країні в музеї відкрилася експозиція сучасного мистецтва Уралу, що стала початком збирання мистецтва XX століття.
1932 року музей відкрився в будівлі колишнього Спасо-Преображенського кафедрального собору, у якому вдалося зберегти унікальний різьблений іконостас, привезений з монастиря, що знаходиться в селі Пискор. 1936 року музей отримує нову назву — Пермська державна художня галерея. У період Другої світової війни в будівлі галереї зберігалися колекції Державного Російського музею.
У 1960-1990-і роки наукові співробітники галереї брали участь в експедиціях, у результаті яких були зібрані предмети народного мистецтва Пермського краю: народна ікона, костюм, кераміка, ткацтво, розпис по дереву. У кінці XX століття галерея почала тісно співпрацювати з зарубіжними художниками, колекціонерами та мистецтвознавцями. Відомий німецький колекціонер мистецтва XX століття Юрген Вайхардт передав у дар понад 150 графічних аркушів зі свого зібрання, член Королівської академії мистецтв Великої Британії, художник Кирило Соколов подарував галереї частину своїх робіт, а також колекцію старої англійської гравюри.

## Будівля музею
У даний час (2 квітня 2020 року) галерея розміщена в будівлі Спасо-Преображенського собору (1793—1832, архітектор Іван Свіязев), яка є пам'яткою архітектури XIX століття. Це рідкісний випадок, коли будівля Кафедрального собору досі не передана релігійній організації в процесі «реституції». Висота шпиля картинної галереї становить 73 метри, включаючи хрест на її верху.

## Характеристики галереї
Експозиційно-виставкова площа — 1680 квадратних метрів. Площа тимчасових виставок — 60 м². Площа фондосховищ — 1200 м². Кількість працівників — 109, з них 38 наукових. Середня кількість відвідувачів — 113 800 на рік. У структурі галереї є архів, наукова бібліотека, реставраційні майстерні.

## Колекція
Колекції Пермської державної художньої галереї налічують більше 50 000 одиниць зберігання. У колекціях є твори російського, західноєвропейського мистецтва різних художніх шкіл, стилів і напрямків XV—XX століть. Це живопис, графіка, скульптура, декоративно-ужиткове і народне мистецтво Росії і Європи. У галереї зібрані колекції античної кераміки, мистецтва Стародавнього Єгипту, тибетської бронзи, прикладного мистецтва Японії, Індії, Китаю. Автентичною є збірка робіт у так званому Пермському звіриному стилі.
Гордістю галереї є унікальна колекція Пермської дерев'яної скульптури, яка налічує близько 400 пам'яток XVII — початку XX століття. Ці скульптури зібрані в різних, переважно північних, районах Пермського краю.
Також особливу цінність становить збірка ікон Строгановської школи.

## Галерея

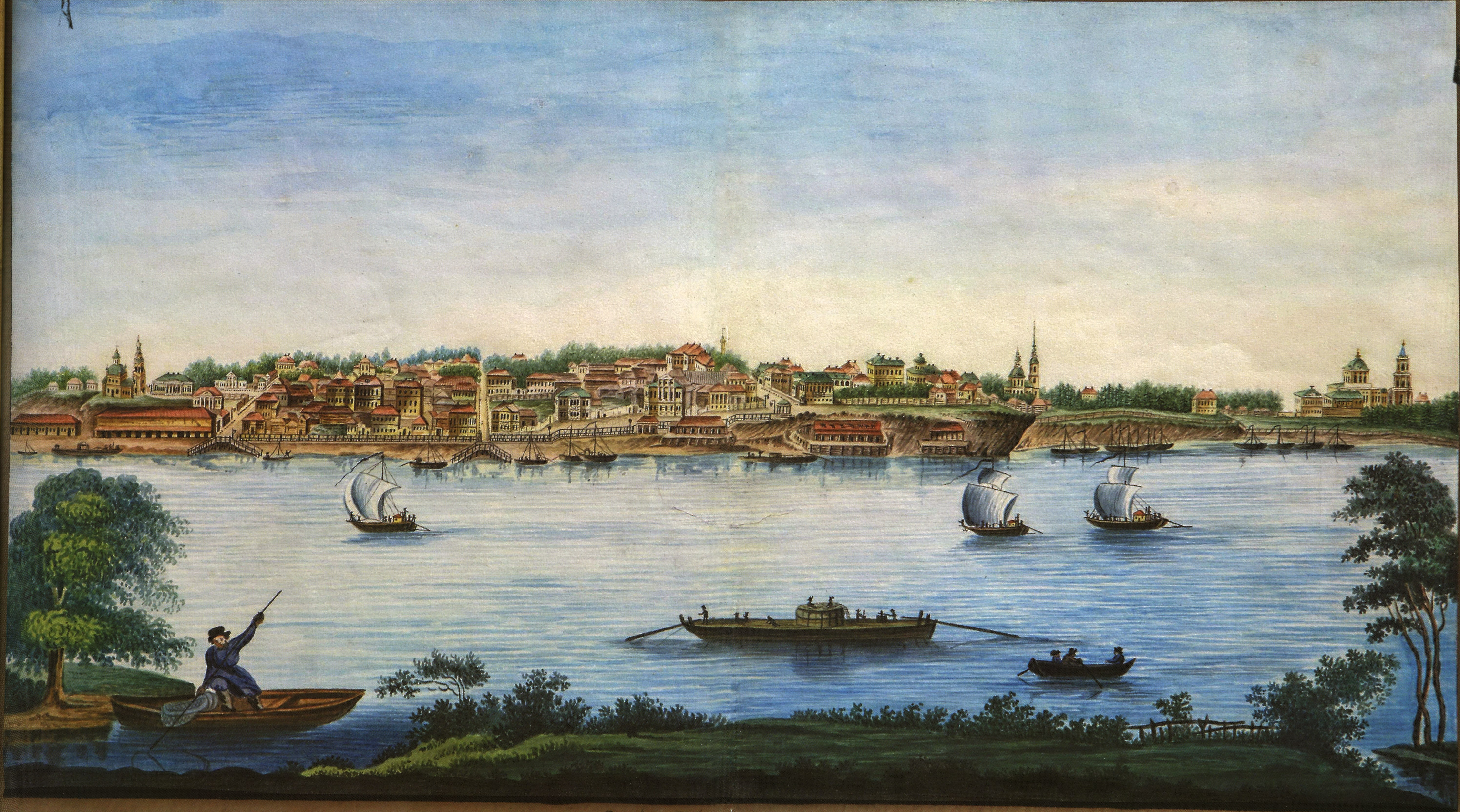
Павло Размахнін. «Вид Пермі», 1832

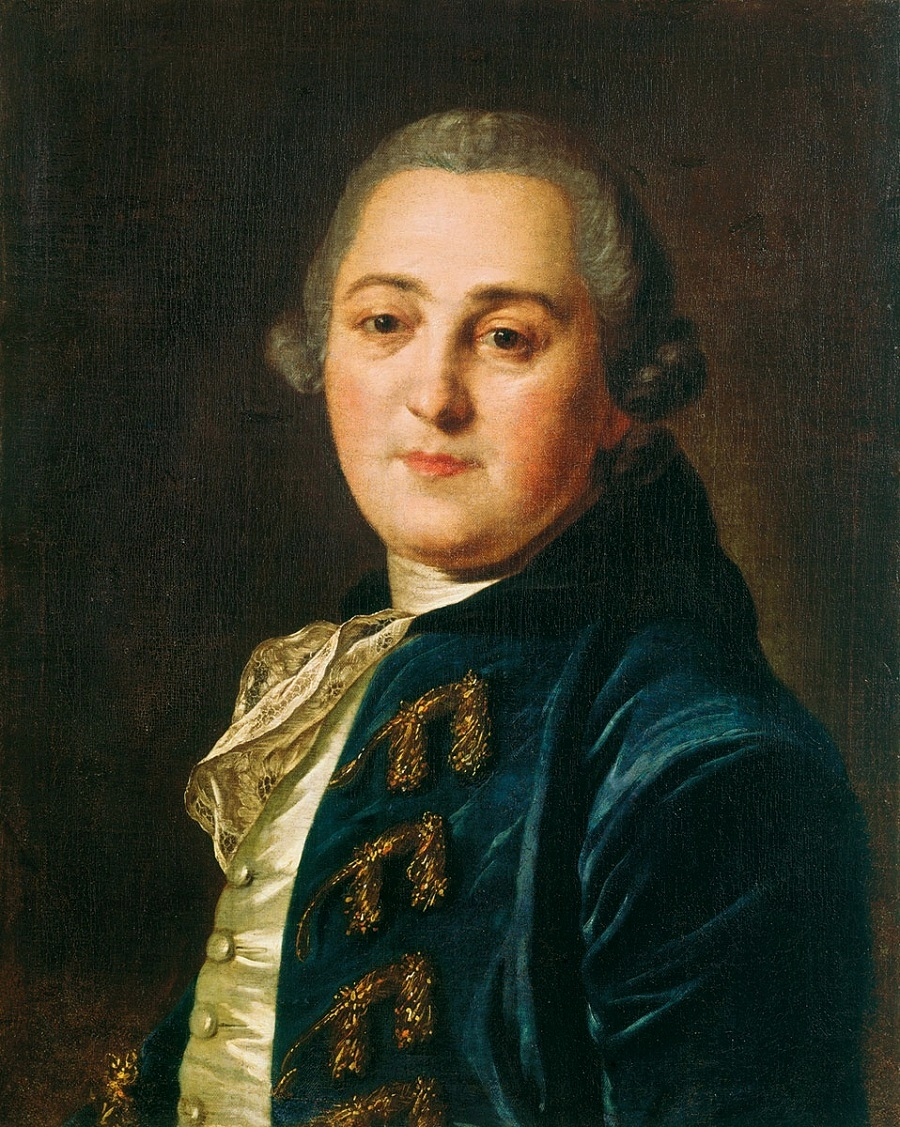
Федір Рокотов. «Микита Демидов», перша половина 1760-х
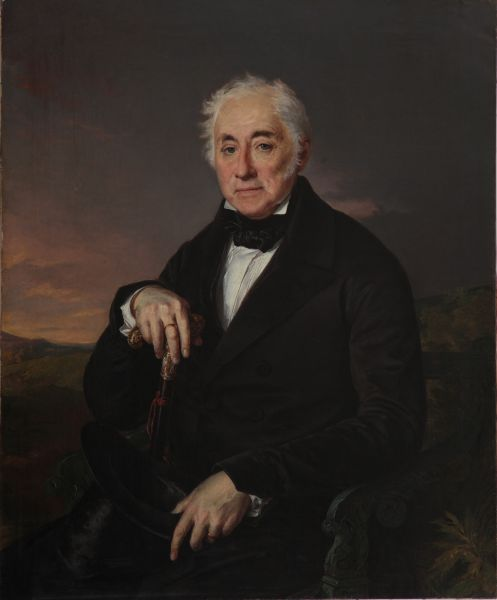
Василь Тропінін. «Портрет сенатора Олексія Васильовича Васильчикова», 1840-ві
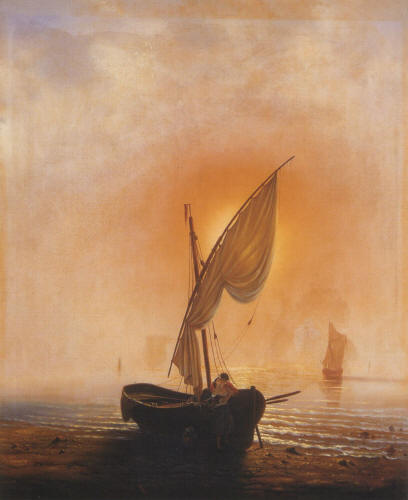
Олексій Боголюбов. «Захід сонця», 1857
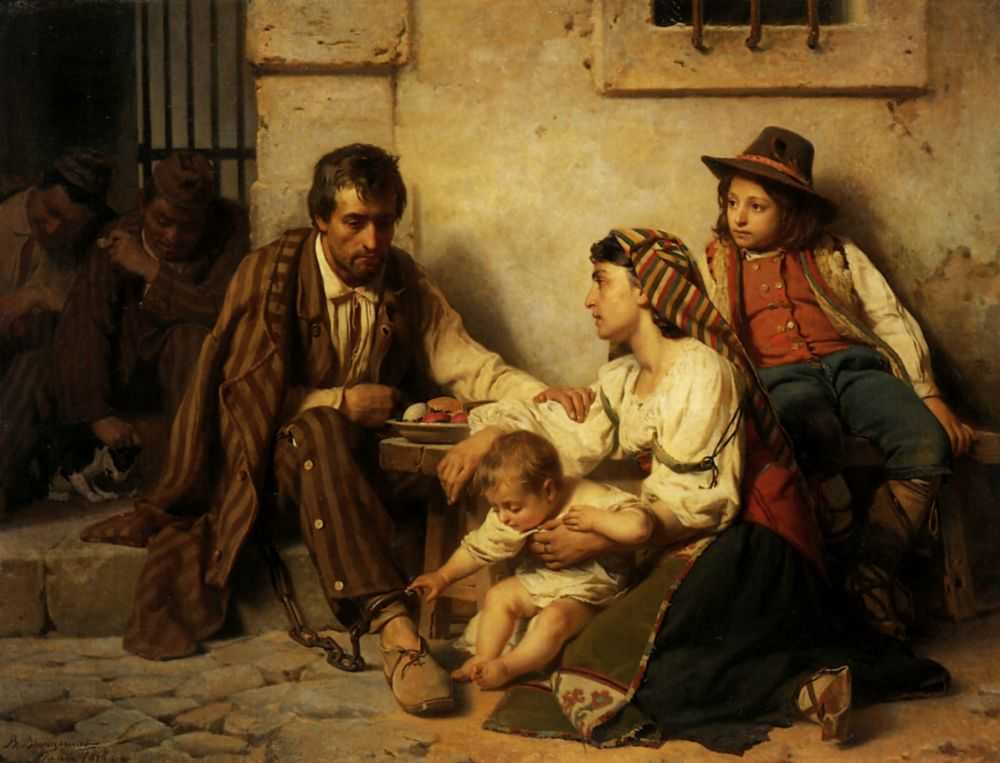
Василь Верещагін. «Побачення ув'язненого зі своїм сімейством», 1868
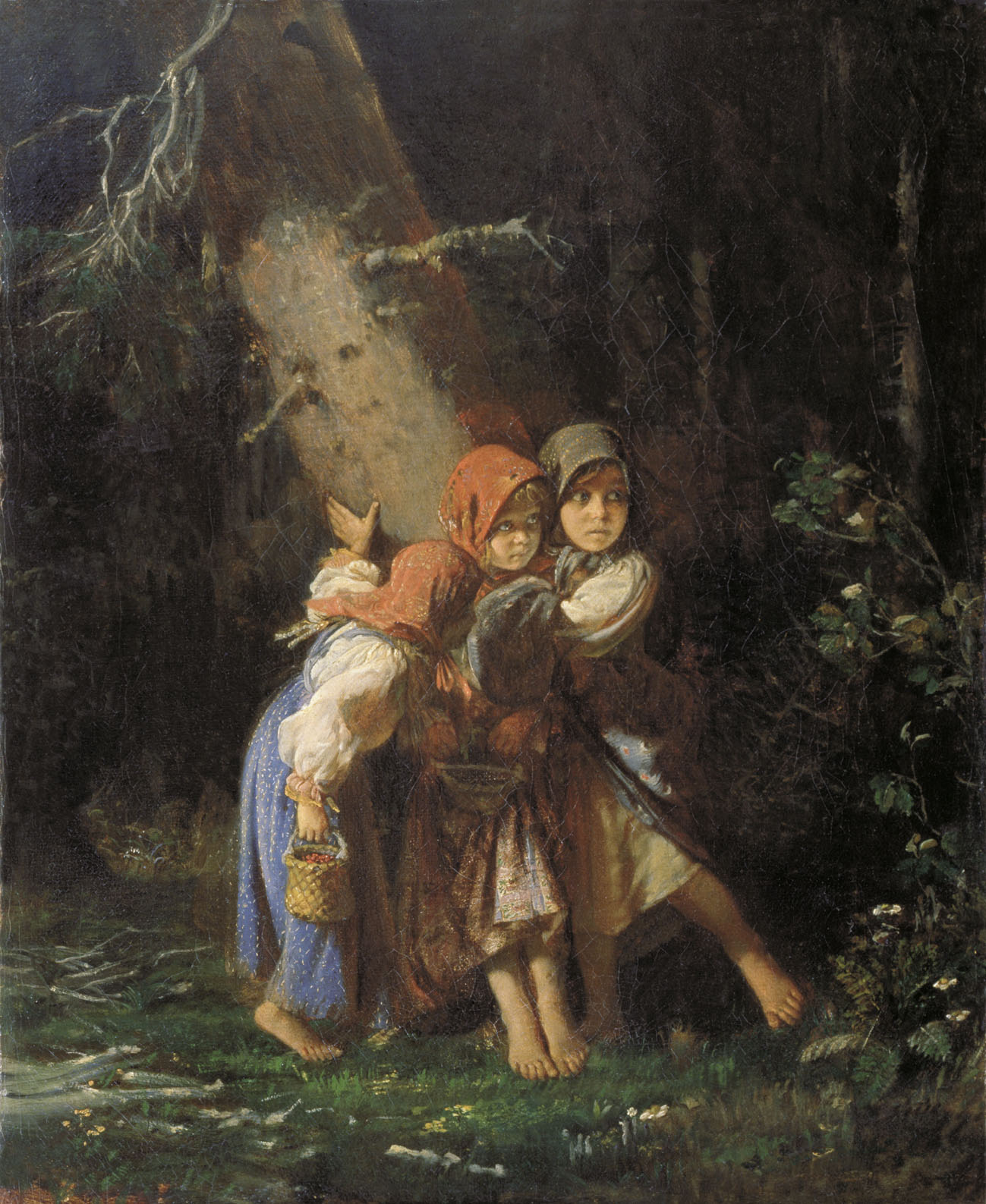
Олексій Корзухин. «Селянські дівчинки в лісі», 1877
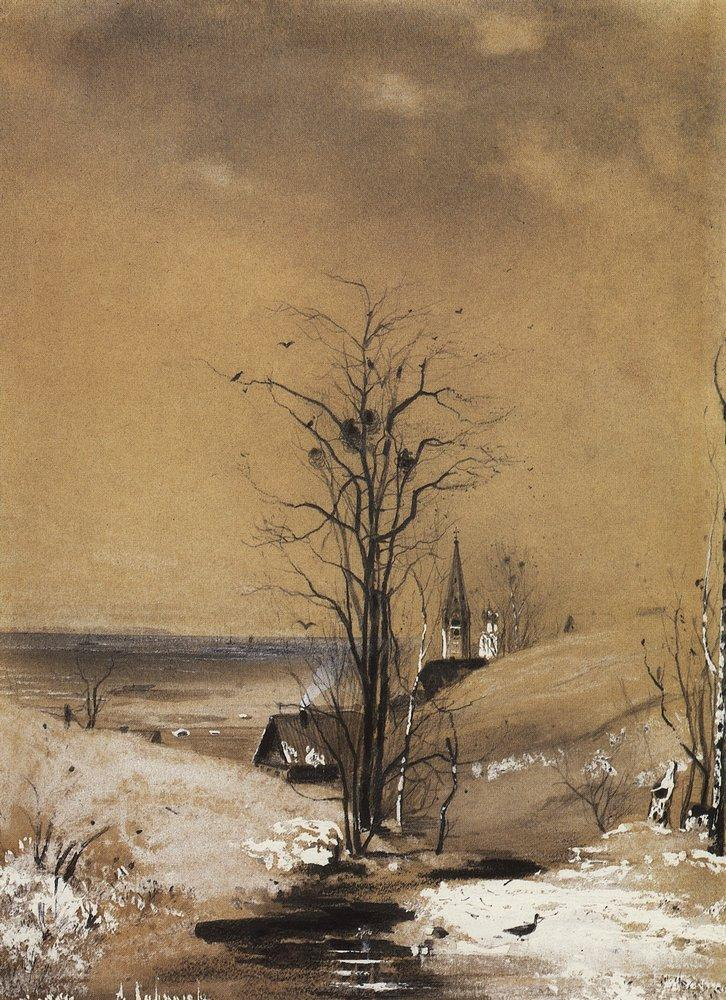
Олексій Саврасов. «Рання весна», 1880-ті
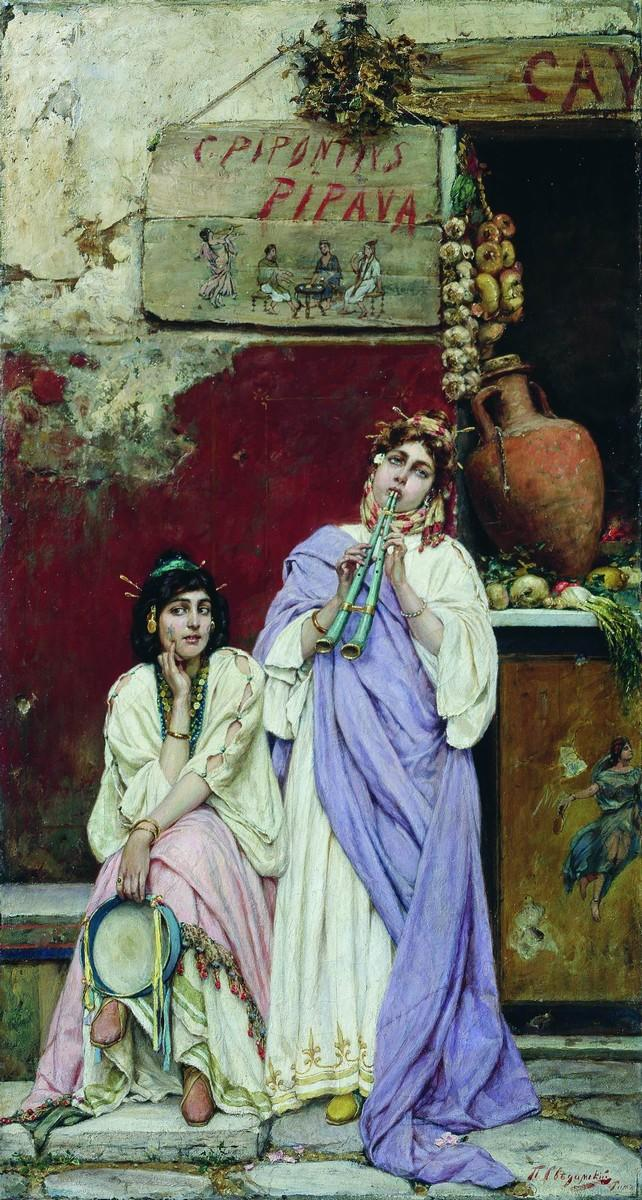
Павло Свєдомський. «Дві римлянки з бубном і флейтою», 1880-ті
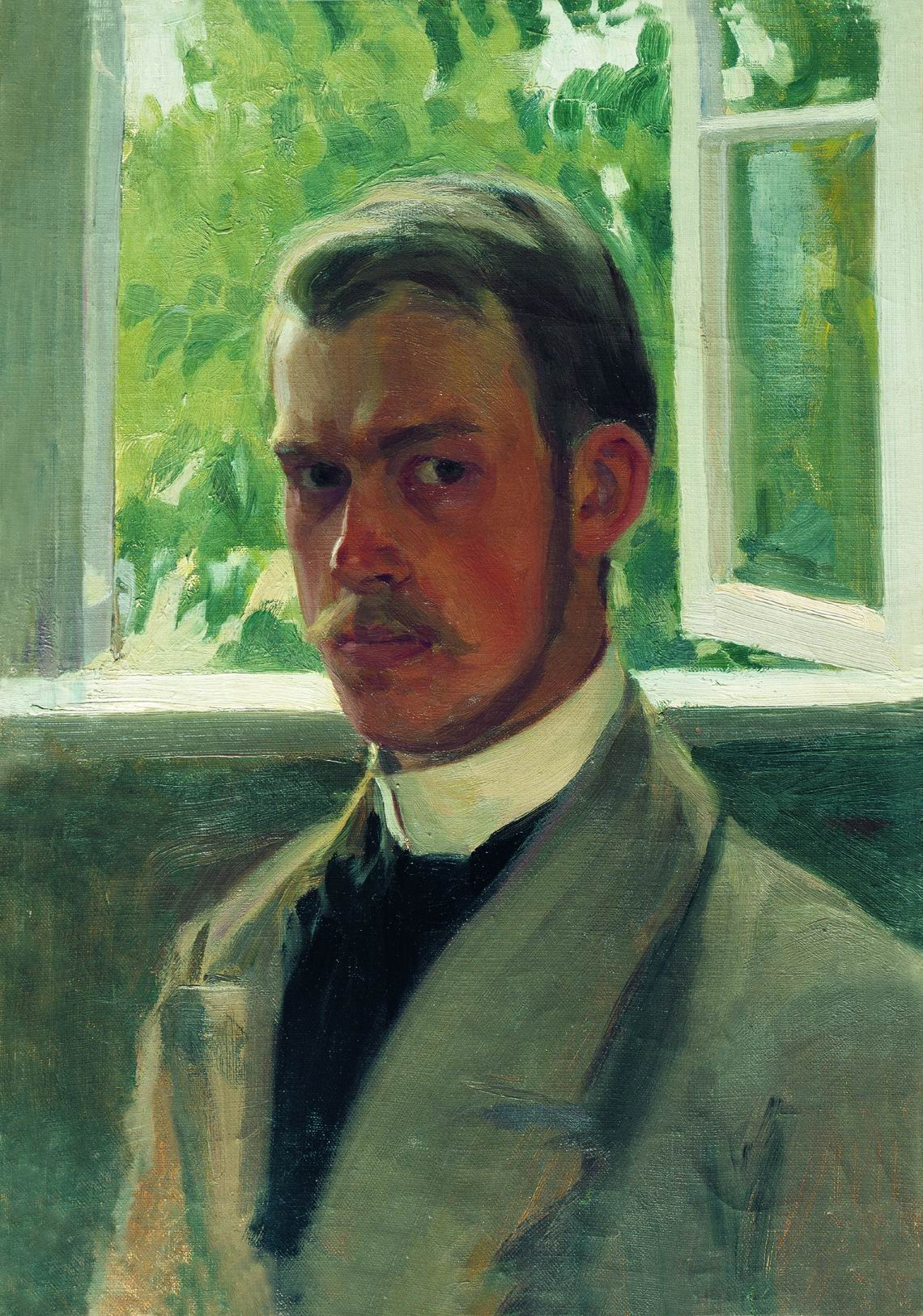
Борис Кустодієв. «Автопортрет біля вікна», 1899
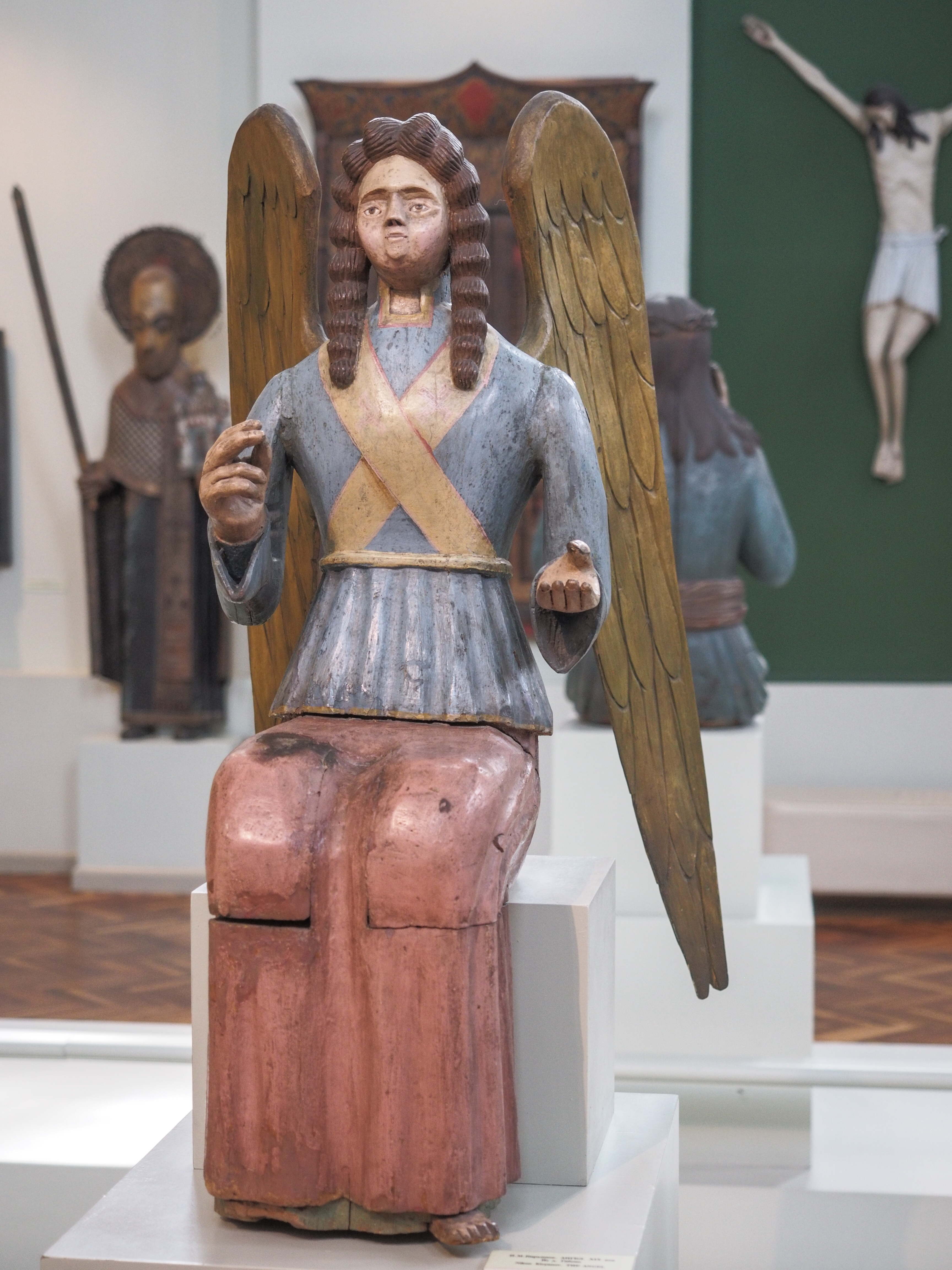
Пермська дерев'яна скульптура: «Ангел»